# Jamie Morrison
Jamie Morrison ist ein britischer Polospieler mit einem Handicap von 4. 2012 wird Morrison beim St. Moritz Polo World Cup on Snow für das Team von Ralph Lauren spielen.
Er ist Inhaber des Royal County of Berkshire Polo Club, den sein Vater Bryan, ein 2008 verstorbener Musik-Unternehmer, 1985 eröffnete.
1998 war er fünf Monate mit der Spice-Girls-Sängerin Geri Halliwell liiert. 2011 war er Gast auf der Hochzeit von Prinz William und Kate Middleton.